# Sim Sa-jŏng
 (mars 2023).
Si vous disposez d'ouvrages ou d'articles de référence ou si vous connaissez des sites web de qualité traitant du thème abordé ici, merci de compléter l'article en donnant les références utiles à sa vérifiabilité et en les liant à la section « Notes et références ».
Sim Sa-jŏng (hangeul : 심사정 ; hanja : 沈師正 ; RR : Sim Sa-jeong ; né en 1707 et décédé après 1769) est un peintre coréen de la période Joseon. Élève de Jeong Seon, il est réputé pour ses peinture paysagères.

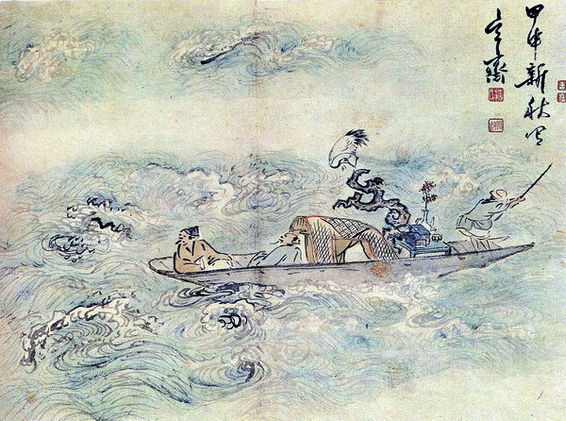
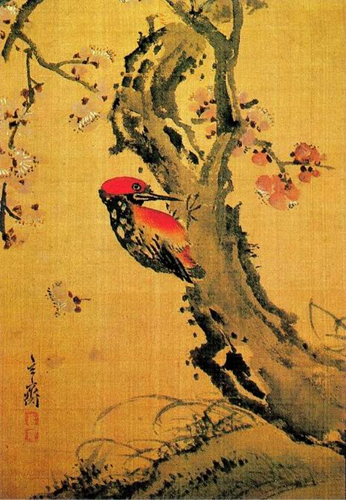
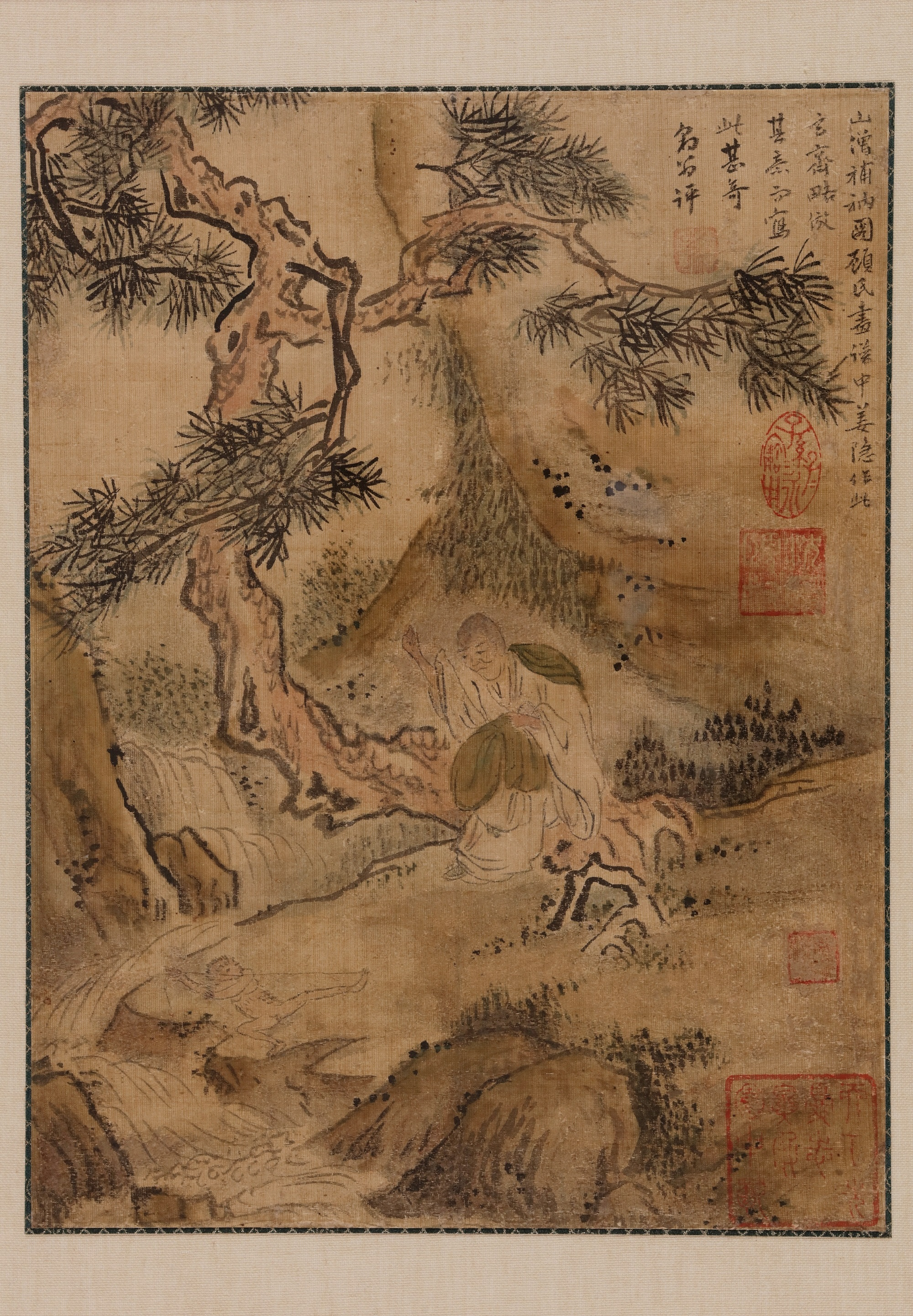